# ستيفان ماركوفيتش
ستيفان ماركوفيتش (بالصربية: Стефан Марковић) مواليد 25 أبريل 1988 في بلغراد، جمهورية صربيا الاشتراكية، هو لاعب كرة سلة صربي. بدأ مسيرته الاحترافية في سنة 2005. يلعب مع زينيت سانت بطرسبرغ كلاعب هجوم خلفي. يحمل الرقم 9. مثّل منتخب بلاده. شارك في دورة الألعاب الأولمبية الصيفية سنة 2016. حقق المركز الأول في بطولة العالم لكرة السلة للشباب تحت 19 سنة 2007.

## المسيرة الاحترافية
لعب مع تريفيزو لكرة السلة في الدوري الإيطالي في موسم 2010–2011، ثم لعب مع فالنسيا باسكت في الدوري الإسباني من سنة 2011 إلى 2013، ثم لعب مع بانفيت لكرة السلة في الدوري التركي في موسم 2013–2014، ثم لعب مع بالونكيستو مالقا في الدوري الإسباني من سنة 2014 إلى 2016، ثم لعب مع زينيت سانت بطرسبرغ في الدوري الروسي في سنة 2016.

## سجل المنافسة
شارك في المنافسات التالية:
- كأس العالم لكرة السلة 2014
- بطولة أمم أوروبا لكرة السلة 2009
- الألعاب الأولمبية الصيفية 2016

## الميداليات
| الميدالية | المسابقة                                       |
| --------- | ---------------------------------------------- |
| فضية      | الألعاب الأولمبية الصيفية 2016                 |
| فضية      | بطولة كأس العالم لكرة السلة 2014               |
| فضية      | بطولة أمم أوروبا لكرة السلة 2009               |
| ذهبية     | بطولة العالم لكرة السلة للشباب تحت 19 سنة 2007 |

## إحصائيات المسيرة

### الدوري الأوروبي
| السنة   | الفريق           | لعب | بدأ | دقيقة | ميداني% | ثلاثية | حرة  | ارتداد | صنع | استلاب | تصدي | نقطة | أداء |
| ------- | ---------------- | --- | --- | ----- | ------- | ------ | ---- | ------ | --- | ------ | ---- | ---- | ---- |
| 2014–15 | بالونكيستو مالقا | 21  | 16  | 18.9  | .341    | .279   | .667 | 2.4    | 3.4 | .7     | .0   | 4.0  | 5.2  |
| 2015–16 | بالونكيستو مالقا | 10  | 6   | 22.3  | .314    | .208   | .818 | 2.1    | 4.9 | .5     | .0   | 3.6  | 7.0  |
| المسيرة |                  | 31  | 22  | 20.0  | .333    | .254   | .714 | 2.3    | 3.9 | .6     | .0   | 3.9  | 5.8  |

## روابط خارجية
- ستيفان ماركوفيتش على موقع الاتحاد الدولي لكرة السلة (الإنجليزية)
- ستيفان ماركوفيتش على موقع الدوري الأوروبي لكرة السلة (الإنجليزية)
- ستيفان ماركوفيتش على موقع الدوري الإسباني لكرة السلة (الإسبانية)
- ستيفان ماركوفيتش على موقع كرة السلة الأوروبية.كوم (الإنجليزية)
- ستيفان ماركوفيتش على موقع DraftExpress.com (الإنجليزية)
- ستيفان ماركوفيتش على موقع ريلجم (الإنجليزية)
- ستيفان ماركوفيتش على موقع بروبوليرز (الإنجليزية)
- ستيفان ماركوفيتش على موقع سبورتس رفرنس (الإنجليزية)
- ستيفان ماركوفيتش على موقع اللجنة الأولمبية الدولية (الإنجليزية)
- ستيفان ماركوفيتش على موقع أوليمبيديا (الإنجليزية)